# Zoo di Atlanta
Lo zoo di Atlanta è uno zoo situato nella città di Atlanta, capitale dello Stato della Georgia, USA. Realizzato nel 1966, copre un'area di poco più di 16 ettari.
Ha ospitato anche il gorilla Ivan (1962-2012) la cui storia viene raccontata dal film L'unico e insuperabile Ivan, adattamento cinematografico dell'omonimo romanzo.